# Syrnola bacillum
Syrnola bacillum is een slakkensoort uit de familie van de Pyramidellidae. De wetenschappelijke naam van de soort is voor het eerst geldig gepubliceerd in 1901 door Pilsbry.